# Giulio Taglietti
Giulio Taglietti (Brescia, peut-être en 1660 - Brescia, 1718) est un compositeur et violoniste italien.

## Biographie
On sait peu de choses de sa jeunesse. En 1702 il devient professeur de violon au collège des Jésuites de Brescia. Entre 1695 et 1715 il publie treize recueils de ses compositions (tous ne nous sont pas parvenus). Il s'agit notamment de sonates, de sonates en trio, d'airs avec accompagnement instrumental et de concertos. Il introduit, dans le domaine de la musique instrumentale, la forme du «da capo», qui se trouve à l'origine dans les œuvres pour voix. Il est probablement le frère du compositeur et joueur de trompette marine Luigi Taglietti (1668-1715), dont aucune œuvre n'a survécu.

## Œuvres
- Dix sonates de chambre (sonate da camera) pour deux violons et basse continue op. 1 (Bologne, 1695).
- Six concertos (concerti) et quatre symphonies à trois (sinfonie a tre) op. 2 (Venise, 1696).
- Divertimento musicale di camera pour deux violons et contrebasse (violone) op. 5 (Venise, 1706).
- Trente Arie da suonare pour violoncelle et épinette ou violone op. 3 (1709).
- Concerto à quatre (a quattro) avec violoncelle obligé op. 6.
- Concerto à cinq (a cinque) op. 8 (Venise, 1710).
- Arie da sonare pour violin, violoncelle et contrebasse (violone) op. 10 (Venise, 1711).
- Dix Concerti a 4 con suoi rinforzi pour quatre violons, alto, contrebasse (violone) et orgue op. 11 (Bologne, 1714).
- Pensieri da camera a 3 pour deux violons et basse continue op. 12 (Venise, 1714, perdu).
- Douze sonates pour violon et basse continue op. 13.

## Source de traduction
- (it) Cet article est partiellement ou en totalité issu de l’article de Wikipédia en italien intitulé « Giulio Taglietti » (voir la liste des auteurs).